# Pieros Sōtīriou
Pieros Sōtīriou (in greco: Πιέρος Σωτηρίου; Nicosia, 13 gennaio 1993) è un calciatore cipriota, attaccante dell'APOEL e della nazionale cipriota.

## Carriera

### Club
Debutta ufficialmente con la maglia dell'Olympiakos Nicosia nella stagione 2009-2010, in cui il club ancora militava nella seconda divisione cipriota. Il 19 marzo 2011, giocando gli ultimi 10 minuti del match contro il Doxa Katōkopias, esordisce nella massima serie cipriota, mentre il 18 settembre seguente realizza la sua prima rete in campionato, inflitta all'APOEL.
Il 24 dicembre 2012 il club raggiunge l'accordo proprio con l'APOEL per la cessione del giocatore, che potrà aggregarsi alla nuova squadra solo dal luglio successivo. Esordisce il 29 agosto 2013 subentrando a partita in corso nell'incontro di Europa League perso per 2-1 contro lo Zulte Waregem.
Il 31 luglio 2022 si trasferisce ai Sanfrecce Hiroshima.

### Nazionale
Esordisce con la nazionale maggiore il 14 novembre 2012, nell'incontro amichevole perso contro la Finlandia per 3-0.
Il 21 marzo 2019 nella partita contro San Marino valida per le Qualificazioni al campionato europeo di calcio 2020 sigla la sua prima doppietta con la nazionale cipriota, entrambi su rigore.

## Statistiche

### Presenze e reti nei club
Statistiche aggiornate all'8 dicembre 2024.
| Stagione                   | Squadra                    | Campionato                 | Campionato | Campionato | Coppe nazionali | Coppe nazionali | Coppe nazionali | Coppe continentali | Coppe continentali | Coppe continentali | Altre coppe | Altre coppe | Altre coppe | Totale | Totale |
| Stagione                   | Squadra                    | Comp                       | Pres       | Reti       | Comp            | Pres            | Reti            | Comp               | Pres               | Reti               | Comp        | Pres        | Reti        | Pres   | Reti   |
| -------------------------- | -------------------------- | -------------------------- | ---------- | ---------- | --------------- | --------------- | --------------- | ------------------ | ------------------ | ------------------ | ----------- | ----------- | ----------- | ------ | ------ |
| 2010-2011                  | Olympiakos Nicosia         | A                          | 1+5        | 0          | CC              | 0               | 0               | -                  | -                  | -                  | -           | -           | -           | 6      | 0      |
| 2011-2012                  | Olympiakos Nicosia         | A                          | 14+1       | 1          | CC              | 2               | 1               | -                  | -                  | -                  | -           | -           | -           | 17     | 2      |
| 2012-2013                  | Olympiakos Nicosia         | A                          | 23+6       | 6+2        | CC              | 2               | 1               | -                  | -                  | -                  | -           | -           | -           | 31     | 9      |
| Totale Olympiakos Nicosia  | Totale Olympiakos Nicosia  | Totale Olympiakos Nicosia  | 50         | 9          |                 | 4               | 2               |                    | -                  | -                  |             | -           | -           | 54     | 11     |
| 2013-2014                  | APOEL                      | A                          | 5          | 0          | CC              | 0               | 0               | UCL+UEL            | 0+4                | 0                  | SC          | 0           | 0           | 9      | 0      |
| 2014-2015                  | APOEL                      | A                          | 7+3        | 4          | CC              | 1               | 0               | UCL                | 2                  | 0                  | SC          | 0           | 0           | 13     | 4      |
| 2015-2016                  | APOEL                      | A                          | 16+10      | 6+4        | CC              | 5               | 1               | UCL+UEL            | 5+2                | 0                  | SC          | 0           | 0           | 38     | 11     |
| 2016-2017                  | APOEL                      | A                          | 23+9       | 16+5       | CC              | 5               | 1               | UCL+UEL            | 6+9                | 2+3                | SC          | 1           | 0           | 53     | 27     |
| Totale APOEL               | Totale APOEL               | Totale APOEL               | 73         | 35         |                 | 11              | 2               |                    | 28                 | 5                  |             | 1           | 0           | 113    | 42     |
| 2017-2018                  | Copenaghen                 | SL                         | 25+8       | 13+1       | CD              | 2               | 0               | UCL+UEL            | 6+8                | 1+1                | -           | -           | -           | 49     | 16     |
| 2018-2019                  | Copenaghen                 | SL                         | 18+2       | 2          | CD              | 2               | 2               | UEL                | 9                  | 2                  | -           | -           | -           | 31     | 6      |
| 2019-feb. 2020             | Copenaghen                 | SL                         | 18         | 9          | CD              | 1               | 1               | UCL+UEL            | 3+8                | 1+2                | -           | -           | -           | 30     | 13     |
| Totale Copenaghen          | Totale Copenaghen          | Totale Copenaghen          | 71         | 25         |                 | 5               | 3               |                    | 34                 | 7                  |             | -           | -           | 110    | 35     |
| 2020                       | Astana                     | PL                         | 15         | 6          | CK              | 0               | 0               | UCL+UEL            | 1+1                | 0                  | SK          | 1           | 1           | 18     | 7      |
| feb.-giu. 2021             | Ludogorec                  | A                          | 6+3        | 1          | CB              | 4               | 1               | -                  | -                  | -                  | -           | -           | -           | 13     | 2      |
| 2021-2022                  | Ludogorec                  | A                          | 21+4       | 16+1       | CB              | 2               | 1               | UCL+UEL            | 8+6                | 3+1                | SB          | 1           | 1           | 42     | 23     |
| ago. 2022                  | Ludogorec                  | A                          | 2          | 1          | CB              | 0               | 1               | UCL                | 5                  | 3                  | SB          | 0           | 0           | 7      | 4      |
| Totale Ludogorets          | Totale Ludogorets          | Totale Ludogorets          | 36         | 19         |                 | 6               | 2               |                    | 19                 | 7                  |             | 1           | 1           | 62     | 29     |
| ago.-nov. 2022             | Sanfrecce Hiroshima        | J1                         | 7          | 1          | CG+CdL          | 3+1             | 0+2             | -                  | -                  | -                  | -           | -           | -           | 11     | 3      |
| 2023                       | Sanfrecce Hiroshima        | J1                         | 19         | 4          | CG+CdL          | 0+1             | 0               | -                  | -                  | -                  | -           | -           | -           | 20     | 4      |
| 2024                       | Sanfrecce Hiroshima        | J1                         | 25         | 8          | CG+CdL          | 1+4             | 0+1             | ACL-2              | 5                  | 2                  | -           | -           | -           | 35     | 11     |
| Totale Sanfrecce Hiroshima | Totale Sanfrecce Hiroshima | Totale Sanfrecce Hiroshima | 51         | 13         |                 | 10              | 3               |                    | 5                  | 2                  |             | -           | -           | 66     | 18     |
| Totale carriera            | Totale carriera            | Totale carriera            | 296        | 107        |                 | 36              | 12              |                    | 88                 | 21                 |             | 3           | 2           | 423    | 142    |

### Cronologia presenze e reti in nazionale
| Cronologia completa delle presenze e delle reti in nazionale ― Cipro | Cronologia completa delle presenze e delle reti in nazionale ― Cipro | Cronologia completa delle presenze e delle reti in nazionale ― Cipro | Cronologia completa delle presenze e delle reti in nazionale ― Cipro | Cronologia completa delle presenze e delle reti in nazionale ― Cipro | Cronologia completa delle presenze e delle reti in nazionale ― Cipro | Cronologia completa delle presenze e delle reti in nazionale ― Cipro | Cronologia completa delle presenze e delle reti in nazionale ― Cipro |
| Data                                                                 | Città                                                                | In casa                                                              | Risultato                                                            | Ospiti                                                               | Competizione                                                         | Reti                                                                 | Note                                                                 |
| -------------------------------------------------------------------- | -------------------------------------------------------------------- | -------------------------------------------------------------------- | -------------------------------------------------------------------- | -------------------------------------------------------------------- | -------------------------------------------------------------------- | -------------------------------------------------------------------- | -------------------------------------------------------------------- |
| 14-11-2012                                                           | Nicosia                                                              | Cipro                                                                | 0 – 3                                                                | Finlandia                                                            | Amichevole                                                           | -                                                                    | 63’                                                                  |
| 6-2-2013                                                             | Nicosia                                                              | Cipro                                                                | 1 – 3                                                                | Serbia                                                               | Amichevole                                                           | -                                                                    | 60’                                                                  |
| 23-3-2013                                                            | Strovolos                                                            | Cipro                                                                | 0 – 0                                                                | Svizzera                                                             | Qual. Mondiali 2014                                                  | -                                                                    | 90+5’                                                                |
| 8-6-2013                                                             | Lancy                                                                | Svizzera                                                             | 1 – 0                                                                | Cipro                                                                | Qual. Mondiali 2014                                                  | -                                                                    | 20’                                                                  |
| 6-9-2013                                                             | Oslo                                                                 | Norvegia                                                             | 2 – 0                                                                | Cipro                                                                | Qual. Mondiali 2014                                                  | -                                                                    | 52’                                                                  |
| 10-9-2013                                                            | Strovolos                                                            | Cipro                                                                | 0 – 2                                                                | Slovenia                                                             | Qual. Mondiali 2014                                                  | -                                                                    |                                                                      |
| 11-10-2013                                                           | Reykjavík                                                            | Islanda                                                              | 2 – 0                                                                | Cipro                                                                | Qual. Mondiali 2014                                                  | -                                                                    | 75’                                                                  |
| 15-10-2013                                                           | Nicosia                                                              | Cipro                                                                | 0 – 0                                                                | Albania                                                              | Qual. Mondiali 2014                                                  | -                                                                    | 86’                                                                  |
| 27-5-2014                                                            | Saitama                                                              | Giappone                                                             | 1 – 0                                                                | Cipro                                                                | Amichevole                                                           | -                                                                    | 73’                                                                  |
| 10-10-2014                                                           | Strovolos                                                            | Cipro                                                                | 1 – 2                                                                | Israele                                                              | Qual. Euro 2016                                                      | -                                                                    | 46’                                                                  |
| 13-10-2014                                                           | Cardiff                                                              | Galles                                                               | 2 – 1                                                                | Cipro                                                                | Qual. Euro 2016                                                      | -                                                                    | 64’                                                                  |
| 28-3-2015                                                            | Bruxelles                                                            | Belgio                                                               | 5 – 0                                                                | Cipro                                                                | Qual. Euro 2016                                                      | -                                                                    |                                                                      |
| 3-9-2015                                                             | Nicosia                                                              | Cipro                                                                | 0 – 1                                                                | Galles                                                               | Qual. Euro 2016                                                      | -                                                                    | 84’                                                                  |
| 6-9-2015                                                             | Nicosia                                                              | Cipro                                                                | 0 – 1                                                                | Belgio                                                               | Qual. Euro 2016                                                      | -                                                                    | 11’                                                                  |
| 24-3-2016                                                            | Odessa                                                               | Ucraina                                                              | 1 – 0                                                                | Cipro                                                                | Amichevole                                                           | -                                                                    | 70’                                                                  |
| 25-5-2016                                                            | Užice                                                                | Serbia                                                               | 2 – 1                                                                | Cipro                                                                | Amichevole                                                           | -                                                                    | 43’                                                                  |
| 6-9-2016                                                             | Nicosia                                                              | Cipro                                                                | 0 – 3                                                                | Belgio                                                               | Qual. Mondiali 2018                                                  | -                                                                    | 69’                                                                  |
| 10-10-2016                                                           | Zenica                                                               | Bosnia ed Erzegovina                                                 | 2 – 0                                                                | Cipro                                                                | Qual. Mondiali 2018                                                  | -                                                                    | 31’                                                                  |
| 13-11-2016                                                           | Nicosia                                                              | Cipro                                                                | 3 – 1                                                                | Gibilterra                                                           | Qual. Mondiali 2018                                                  | 1                                                                    | 78’ 87’                                                              |
| 3-6-2017                                                             | Estoril                                                              | Portogallo                                                           | 4 – 0                                                                | Cipro                                                                | Amichevole                                                           | -                                                                    |                                                                      |
| 9-6-2017                                                             | Faro                                                                 | Gibilterra                                                           | 1 – 2                                                                | Cipro                                                                | Qual. Mondiali 2018                                                  | 1                                                                    |                                                                      |
| 31-8-2017                                                            | Nicosia                                                              | Cipro                                                                | 3 – 2                                                                | Bosnia ed Erzegovina                                                 | Qual. Mondiali 2018                                                  | 1                                                                    |                                                                      |
| 3-9-2017                                                             | Tallinn                                                              | Estonia                                                              | 1 – 0                                                                | Cipro                                                                | Qual. Mondiali 2018                                                  | -                                                                    |                                                                      |
| 7-10-2017                                                            | Strovolos                                                            | Cipro                                                                | 1 – 2                                                                | Grecia                                                               | Qual. Mondiali 2018                                                  | 1                                                                    |                                                                      |
| 10-10-2017                                                           | Bruxelles                                                            | Belgio                                                               | 4 – 0                                                                | Cipro                                                                | Qual. Mondiali 2018                                                  | -                                                                    |                                                                      |
| 10-11-2017                                                           | Gori                                                                 | Georgia                                                              | 1 – 0                                                                | Cipro                                                                | Amichevole                                                           | -                                                                    | 79’                                                                  |
| 13-11-2017                                                           | Erevan                                                               | Armenia                                                              | 3 – 2                                                                | Cipro                                                                | Amichevole                                                           | 1                                                                    | 46’                                                                  |
| 23-3-2018                                                            | Strovolos                                                            | Cipro                                                                | 0 – 0                                                                | Montenegro                                                           | Amichevole                                                           | -                                                                    | 85’                                                                  |
| 6-9-2018                                                             | Oslo                                                                 | Norvegia                                                             | 2 – 0                                                                | Cipro                                                                | UEFA Nations League 2018-2019 - 1º turno                             | -                                                                    |                                                                      |
| 9-9-2018                                                             | Nicosia                                                              | Cipro                                                                | 2 – 1                                                                | Slovenia                                                             | UEFA Nations League 2018-2019 - 1º turno                             | 1                                                                    |                                                                      |
| 13-10-2018                                                           | Sofia                                                                | Bulgaria                                                             | 2 – 1                                                                | Cipro                                                                | UEFA Nations League 2018-2019 - 1º turno                             | -                                                                    |                                                                      |
| 16-10-2018                                                           | Lubiana                                                              | Slovenia                                                             | 1 – 1                                                                | Cipro                                                                | UEFA Nations League 2018-2019 - 1º turno                             | -                                                                    |                                                                      |
| 21-3-2019                                                            | Nicosia                                                              | Cipro                                                                | 5 – 0                                                                | San Marino                                                           | Qual. Euro 2020                                                      | 2                                                                    | 55’                                                                  |
| 8-6-2019                                                             | Glasgow                                                              | Scozia                                                               | 2 – 1                                                                | Cipro                                                                | Qual. Euro 2020                                                      | -                                                                    |                                                                      |
| 11-6-2019                                                            | Nižnij Novgorod                                                      | Russia                                                               | 1 – 0                                                                | Cipro                                                                | Qual. Euro 2020                                                      | -                                                                    |                                                                      |
| 6-9-2019                                                             | Nicosia                                                              | Cipro                                                                | 1 – 1                                                                | Kazakistan                                                           | Qual. Euro 2020                                                      | 1                                                                    |                                                                      |
| 9-9-2019                                                             | Serravalle                                                           | San Marino                                                           | 0 – 4                                                                | Cipro                                                                | Qual. Euro 2020                                                      | -                                                                    | cap.                                                                 |
| 10-10-2019                                                           | Nur-Sultan                                                           | Kazakistan                                                           | 1 – 2                                                                | Cipro                                                                | Qual. Euro 2020                                                      | 1                                                                    |                                                                      |
| 16-11-2019                                                           | Nicosia                                                              | Cipro                                                                | 1 – 2                                                                | Scozia                                                               | Qual. Euro 2020                                                      | -                                                                    |                                                                      |
| 19-11-2019                                                           | Bruxelles                                                            | Belgio                                                               | 6 – 1                                                                | Cipro                                                                | Qual. Euro 2020                                                      | -                                                                    |                                                                      |
| 5-9-2020                                                             | Strovolos                                                            | Cipro                                                                | 0 – 2                                                                | Montenegro                                                           | UEFA Nations League 2020-2021 - 1º turno                             | -                                                                    | 78’ 88’                                                              |
| 8-9-2020                                                             | Nicosia                                                              | Cipro                                                                | 0 – 1                                                                | Azerbaigian                                                          | UEFA Nations League 2020-2021 - 1º turno                             | -                                                                    |                                                                      |
| 10-10-2020                                                           | Lussemburgo                                                          | Lussemburgo                                                          | 2 – 0                                                                | Cipro                                                                | UEFA Nations League 2020-2021 - 1º turno                             | -                                                                    |                                                                      |
| 13-10-2020                                                           | Elbasan                                                              | Azerbaigian                                                          | 0 – 0                                                                | Cipro                                                                | UEFA Nations League 2020-2021 - 1º turno                             | -                                                                    | 19’                                                                  |
| 24-3-2021                                                            | Nicosia                                                              | Cipro                                                                | 0 – 0                                                                | Slovacchia                                                           | Qual. Mondiali 2022                                                  | -                                                                    |                                                                      |
| 27-3-2021                                                            | Fiume                                                                | Croazia                                                              | 1 – 0                                                                | Cipro                                                                | Qual. Mondiali 2022                                                  | -                                                                    | 46’                                                                  |
| 30-3-2021                                                            | Nicosia                                                              | Cipro                                                                | 1 – 0                                                                | Slovenia                                                             | Qual. Mondiali 2022                                                  | -                                                                    | cap. 90+2’                                                           |
| 8-10-2021                                                            | Larnaca                                                              | Cipro                                                                | 0 – 3                                                                | Croazia                                                              | Qual. Mondiali 2022                                                  | -                                                                    | 85’                                                                  |
| 11-10-2021                                                           | Larnaca                                                              | Cipro                                                                | 2 – 2                                                                | Malta                                                                | Qual. Mondiali 2022                                                  | 1                                                                    | Cap. 90+1’                                                           |
| 11-11-2021                                                           | San Pietroburgo                                                      | Russia                                                               | 6 – 0                                                                | Cipro                                                                | Qual. Mondiali 2022                                                  | -                                                                    | 74’                                                                  |
| 14-11-2021                                                           | Lubiana                                                              | Slovenia                                                             | 2 – 1                                                                | Cipro                                                                | Qual. Mondiali 2022                                                  | -                                                                    |                                                                      |
| 24-3-2022                                                            | Tallinn                                                              | Estonia                                                              | 0 – 0                                                                | Cipro                                                                | UEFA Nations League 2020-2021 - Play-out                             | -                                                                    | 90+2’                                                                |
| 29-3-2022                                                            | Larnaca                                                              | Cipro                                                                | 2 – 0                                                                | Estonia                                                              | UEFA Nations League 2020-2021 - Play-out                             | 1                                                                    | 79’                                                                  |
| 2-6-2022                                                             | Larnaca                                                              | Cipro                                                                | 0 – 2                                                                | Kosovo                                                               | UEFA Nations League 2022-2023 - 1º turno                             | -                                                                    |                                                                      |
| 5-6-2022                                                             | Larnaca                                                              | Cipro                                                                | 0 – 0                                                                | Irlanda del Nord                                                     | UEFA Nations League 2022-2023 - 1º turno                             | -                                                                    | 77’                                                                  |
| 9-6-2022                                                             | Volo                                                                 | Grecia                                                               | 3 – 0                                                                | Cipro                                                                | UEFA Nations League 2022-2023 - 1º turno                             | -                                                                    | 46’                                                                  |
| 24-9-2022                                                            | Larnaca                                                              | Cipro                                                                | 1 – 0                                                                | Grecia                                                               | UEFA Nations League 2022-2023 - 1º turno                             | -                                                                    | 76’                                                                  |
| 27-9-2022                                                            | Pristina                                                             | Kosovo                                                               | 5 – 1                                                                | Cipro                                                                | UEFA Nations League 2022-2023 - 1º turno                             | -                                                                    | 72’                                                                  |
| 8-9-2023                                                             | Larnaca                                                              | Cipro                                                                | 0 – 3                                                                | Scozia                                                               | Qual. Euro 2024                                                      | -                                                                    | cap. 46’                                                             |
| 12-9-2023                                                            | Granada                                                              | Spagna                                                               | 6 – 0                                                                | Cipro                                                                | Qual. Euro 2024                                                      | -                                                                    | cap. 61’                                                             |
| 12-10-2024                                                           | Larnaca                                                              | Cipro                                                                | 0 – 3                                                                | Romania                                                              | UEFA Nations League 2024-2025 - 1º turno                             | -                                                                    | 46’ 62’                                                              |
| 15-10-2024                                                           | Pristina                                                             | Kosovo                                                               | 3 – 0                                                                | Cipro                                                                | UEFA Nations League 2024-2025 - 1º turno                             | -                                                                    | 77’                                                                  |
| 18-11-2024                                                           | Bucarest                                                             | Romania                                                              | 4 – 1                                                                | Cipro                                                                | UEFA Nations League 2024-2025 - 1º turno                             | -                                                                    | 79’                                                                  |
| 21-3-2025                                                            | Larnaca                                                              | Cipro                                                                | 2 – 0                                                                | San Marino                                                           | Qual. Mondiali 2026                                                  | -                                                                    | 63’                                                                  |
| 24-3-2025                                                            | Zenica                                                               | Bosnia ed Erzegovina                                                 | 2 – 1                                                                | Cipro                                                                | Qual. Mondiali 2026                                                  | -                                                                    | 88’                                                                  |
| Totale                                                               |                                                                      | Presenze                                                             | 65                                                                   |                                                                      | Reti (3º posto)                                                      | 12                                                                   |                                                                      |

## Palmarès

### Club
- Supercoppa di Cipro: 1

APOEL: 2013
- Campionato cipriota: 3

APOEL: 2014-2015, 2015-2016, 2016-2017
- Campionato danese: 1

Copenaghen: 2018-2019
- Supercoppa del Kazakistan: 1

Astana: 2020
- Campionato bulgaro: 2

Ludogorec: 2020-2021, 2021-2022
- Supercoppa di Bulgaria: 1

Ludogorec: 2021
- Coppa J. League: 1

Sanfrecce Hiroshima: 2022

### Individuale
- Calciatore cipriota dell'anno: 1

2013
- Capocannoniere del campionato bulgaro: 1

2021-2022 (17 gol)